# Scobura cephala
Scobura cephala är en fjärilsart som beskrevs av William Chapman Hewitson 1876. Scobura cephala ingår i släktet Scobura och familjen tjockhuvuden. Inga underarter finns listade i Catalogue of Life.